# 藏滇还阳参
藏滇还阳参（学名：Crepis elongata）是菊科还阳参属的植物，为中国的特有植物。分布在中国大陆的云南、四川、西藏等地，生长于海拔2,600米至4,200米的地区，见于林缘、山坡草地、灌丛或草甸，目前尚未由人工引种栽培。
其种加词“elongata”意为“长的”。

## 别名
长茎还阳参（云南种子植物名录）

## 异名
- Crepis tibetica Babc.